# Marco Prastaro

Bischofswappen von Marco Prastaro

Marco Prastaro (* 8. Dezember 1962 in Pisa) ist ein italienischer Geistlicher und römisch-katholischer Bischof von Asti.

## Leben
Marco Prastaro empfing am 22. Mai 1988 das Sakrament der Priesterweihe für das Erzbistum Turin.
Bis 1999 war er in verschiedenen Pfarreien in der Pfarrseelsorge tätig und ging anschließend als Fidei-donum-Priester nach Kenia. In Afrika war er Pfarrer in Lodokejek und von 2006 bis 2010 Generalvikar des Bistums Maralal. Nach seiner Rückkehr nach Italien wurde er 2012 Pfarrer der Turiner Stadtpfarrei Sant’Ignazio und Verantwortlicher des Erzbistums für die Mission und die ausländischen Priester. 2016 wurde er zum Bischofsvikar für das Turiner Stadtgebiet und zum Moderator der Diözesankurie ernannt.
Am 16. August 2018 ernannte ihn Papst Franziskus zum Bischof von Asti. Der Erzbischof von Turin, Cesare Nosiglia, spendete ihm am 21. Oktober desselben Jahres die Bischofsweihe. Mitkonsekratoren waren sein Amtsvorgänger Francesco Guido Ravinale und der Bischof von Maralal, Virgilio Pante IMC.